# Aphanostephus
Aphanostephus je rod glavočika smješten u podtribus Conyzinae, dio tribusa Astereae.
Postoji 5 vrsta raširenih po jugu SAD-a i Meksiku.

## Vrste
1. Aphanostephus jaliscensis Shinners
2. Aphanostephus pilosus Buckley
3. Aphanostephus ramosissimus DC.
4. Aphanostephus riddellii Torr. & A.Gray
5. Aphanostephus skirrhobasis (DC.) Trel. ex Coville & Branner